# Gioacchino Federico di Brandeburgo
Gioacchino Federico di Brandeburgo (Cölln, 27 gennaio 1546 – Köpenick, 18 luglio 1608) fu principe elettore di Brandeburgo.

## Biografia
Figlio di Giovanni Giorgio di Brandeburgo, e di sua moglie, Sofia di Legnica, succedette al padre nel 1598, e divenne amministratore dell'arcivescovato di Magdeburgo dal 1566 al 1598. Alla sua morte gli successe il figlio Giovanni Sigismondo.
Egli divenne reggente del Ducato di Prussia nel 1605.

## Matrimoni

### Primo Matrimonio
Sposò, l'8 gennaio 1570, Caterina di Brandeburgo-Küstrin, figlia di Giovanni di Brandeburgo-Küstrin e di Caterina di Brunswick-Wolfenbüttel. Ebbero undici figli:
- Giovanni Sigismondo (1572-1619);
- Anna Caterina (26 giugno 1575–29 marzo 1612), sposò Cristiano IV di Danimarca, ebbero sette figli;
- Giovanni Giorgio, duca di Jägerndorf (1577-1624);
- Augusto (1580-1601);
- Alberto Federico (1582-1600);
- Gioacchino (1583-1600);
- Ernesto (1583-1613);
- Barbara Sofia (1584-1636), sposò Giovanni Federico di Württemberg, ebbero otto figli;
- Cristiano Guglielmo, margravio di Brandeburgo (7 settembre 1587– 11 gennaio 1665).

### Secondo Matrimonio
Sposò, il 23 ottobre 1603, Eleonora di Hohenzollern, figlia di Alberto Federico e di Maria Eleonora di Jülich-Kleve-Berg. Divenne reggente del ducato di Prussia nel 1605, dal momento che Alberto Federico era incapace di intendere e di volere. Ebbero una figlia:
- Maria Eleonora (22 marzo 1607–1675), sposò Luigi Filippo del Palatinato-Simmern, ebbero sette figli.

## Morte
Morì il 18 luglio 1608, a Köpenick, a causa di un ictus.

## Ascendenza
|                                    |                       |                                   | Genitori                   |  |  | Nonni |  |  | Bisnonni                    |  |  | Trisnonni                 |  |
|                                    |                       |                                   |                            |  |  |       |  |  | Gioacchino I di Brandeburgo |  |  | Giovanni I di Brandeburgo |  |
|                                    |                       |                                   |                            |  |  |       |  |  | Gioacchino I di Brandeburgo |  |  | Giovanni I di Brandeburgo |  |
|                                    |                       | Margherita di Sassonia            |                            |  |  |       |  |  | Gioacchino I di Brandeburgo |  |  |                           |  |
| Gioacchino II di Brandeburgo       |                       |                                   |                            |  |  |       |  |  | Gioacchino I di Brandeburgo |  |  |                           |  |
|                                    |                       | Elisabetta di Danimarca           | Giovanni di Danimarca      |  |  |       |  |  |                             |  |  |                           |  |
|                                    |                       | Elisabetta di Danimarca           | Giovanni di Danimarca      |  |  |       |  |  |                             |  |  |                           |  |
|                                    |                       | Elisabetta di Danimarca           | Cristina di Sassonia       |  |  |       |  |  |                             |  |  |                           |  |
| Giovanni Giorgio di Brandeburgo    |                       | Elisabetta di Danimarca           |                            |  |  |       |  |  |                             |  |  |                           |  |
|                                    |                       | Giorgio di Sassonia               | Alberto III di Sassonia    |  |  |       |  |  |                             |  |  |                           |  |
|                                    |                       | Giorgio di Sassonia               | Alberto III di Sassonia    |  |  |       |  |  |                             |  |  |                           |  |
|                                    |                       | Giorgio di Sassonia               | Sidonia di Boemia          |  |  |       |  |  |                             |  |  |                           |  |
| Maddalena di Sassonia              |                       | Giorgio di Sassonia               |                            |  |  |       |  |  |                             |  |  |                           |  |
|                                    |                       | Barbara Jagellona                 | Casimiro IV di Polonia     |  |  |       |  |  |                             |  |  |                           |  |
|                                    |                       | Barbara Jagellona                 | Casimiro IV di Polonia     |  |  |       |  |  |                             |  |  |                           |  |
|                                    |                       | Barbara Jagellona                 | Elisabetta d'Asburgo       |  |  |       |  |  |                             |  |  |                           |  |
| Gioacchino Federico di Brandeburgo |                       | Barbara Jagellona                 |                            |  |  |       |  |  |                             |  |  |                           |  |
|                                    | Federico I di Legnica | …                                 |                            |  |  |       |  |  |                             |  |  |                           |  |
|                                    | Federico I di Legnica | …                                 |                            |  |  |       |  |  |                             |  |  |                           |  |
|                                    | Federico I di Legnica | …                                 |                            |  |  |       |  |  |                             |  |  |                           |  |
| Federico II di Legnica             | Federico I di Legnica |                                   |                            |  |  |       |  |  |                             |  |  |                           |  |
|                                    |                       | Ludmilla di Podebrad              | Giorgio di Boemia          |  |  |       |  |  |                             |  |  |                           |  |
|                                    |                       | Ludmilla di Podebrad              | Giorgio di Boemia          |  |  |       |  |  |                             |  |  |                           |  |
|                                    |                       | Ludmilla di Podebrad              | …                          |  |  |       |  |  |                             |  |  |                           |  |
| Sofia di Legnica                   |                       | Ludmilla di Podebrad              |                            |  |  |       |  |  |                             |  |  |                           |  |
|                                    |                       | Federico I di Brandeburgo-Ansbach | Alberto III di Brandeburgo |  |  |       |  |  |                             |  |  |                           |  |
|                                    |                       | Federico I di Brandeburgo-Ansbach | Alberto III di Brandeburgo |  |  |       |  |  |                             |  |  |                           |  |
|                                    |                       | Federico I di Brandeburgo-Ansbach | Anna di Sassonia           |  |  |       |  |  |                             |  |  |                           |  |
| Sofia di Brandeburgo-Ansbach       |                       | Federico I di Brandeburgo-Ansbach |                            |  |  |       |  |  |                             |  |  |                           |  |
|                                    |                       | Sofia di Polonia                  | Casimiro IV di Polonia     |  |  |       |  |  |                             |  |  |                           |  |
|                                    |                       | Sofia di Polonia                  | Casimiro IV di Polonia     |  |  |       |  |  |                             |  |  |                           |  |
|                                    |                       | Sofia di Polonia                  | Elisabetta d'Asburgo       |  |  |       |  |  |                             |  |  |                           |  |
|                                    |                       | Sofia di Polonia                  |                            |  |  |       |  |  |                             |  |  |                           |  |